# 茶中のフェノール性化合物
ここでは、茶中のフェノール性化合物について述べる。

## 概要

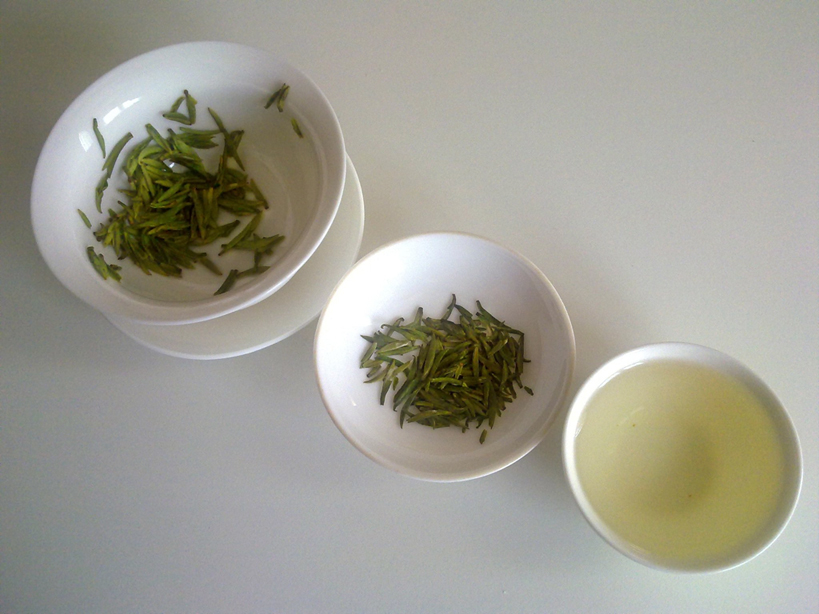
緑茶中の大部分を占めるポリフェノールは カテキンである。

天然フェノール類や ポリフェノール類は自然界の多くの植物に含まれている。フラボノイドと呼ばれる天然フラボノイドは、健康によい影響が期待されているため、もっとも有名である。 
お茶は日常の食品や飲料製品の中で、最も高いフラボノイド含量を示すものうちの一つである。成長した茶葉中のフラボノイドの大部分を占めているのは、カテキンと呼ばれるフラボノイドのグループであり、これらの大部分が残ったまま製品になる。

没食子酸エピガロカテキン、別名EGCGは健康への貢献度の高さについて、最も研究されたカテキンである。 これは、緑茶中の実に50~70%を占める。
これらのカテキン類のほとんどは、紅茶への発酵過程で酸化され、テアフラビン類になる。結果的に約58%のフラボノイドの使用して、6%の含量のテアフラビンが生成される。 
お茶のほかのフラボノイドには、はるかに低い含量で、ケンフェロール、ミリセチン、ケルセチン、およびアピゲニンとルテオリンが微量に含まれている。
USDAの報告によれば、200mlのお茶に、フラボノイドの平均含量は266.68 mg（緑茶）、233.12 mg（紅茶）である。